# Clintonville (Wisconsin)
Clintonville és una població dels Estats Units a l'estat de Wisconsin. Segons el cens del 2000 tenia 4.736 habitants.

## Demografia
Segons el cens del 2000, Clintonville tenia 4.736 habitants, 2.010 habitatges, i 1.228 famílies. La densitat de població era de 432,3 habitants per km².
Dels 2.010 habitatges en un 28,6% hi vivien nens de menys de 18 anys, en un 47,4% hi vivien parelles casades, en un 9,8% dones solteres, i en un 38,9% no eren unitats familiars. En el 34,2% dels habitatges hi vivien persones soles el 18,8% de les quals corresponia a persones de 65 anys o més que vivien soles. El nombre mitjà de persones vivint en cada habitatge era de 2,3 i el nombre mitjà de persones que vivien en cada família era de 2,93.
Per edats la població es repartia de la següent manera: un 24,5% tenia menys de 18 anys, un 8,1% entre 18 i 24, un 26,4% entre 25 i 44, un 19% de 45 a 60 i un 22% 65 anys o més.
L'edat mediana era de 39 anys. Per cada 100 dones de 18 o més anys hi havia 83,2 homes.
La renda mediana per habitatge era de 33.947 $ i la renda mediana per família de 40.602 $. Els homes tenien una renda mediana de 32.260 $ mentre que les dones 22.192 $. La renda per capita de la població era de 16.353 $. Aproximadament el 7,4% de les famílies i el 9,5% de la població estaven per davall del llindar de pobresa.

## Poblacions més properes
El següent diagrama mostra les poblacions més properes.